# Reclamebelasting
Onder de naam reclamebelasting kan in Nederland door de gemeente of een openbaar lichaam BES een belasting worden geheven ter zake van openbare aankondigingen die zichtbaar zijn vanaf de openbare weg (artikel 227 Gemeentewet of artikel 59 FinBES). Dat slechts is vereist dat de reclame zichtbaar is van de openbare weg, brengt mee dat de belasting zowel is verschuldigd bij reclamevoorwerpen boven grond van de lokale overheid als reclamevoorwerpen boven particuliere grond. Daarin verschilt de reclamebelasting derhalve van de zogenaamde precariobelasting.

## Gemeentelijke of eilandbelastingverordening
Voor het antwoord op vragen als wie geldt als de belastingplichtige, wat het voorwerp is van de belasting, wat het belastbare feit is, wat de heffingsmaatstaf is en het tarief, dient de belastingverordening van de betreffende gemeente of openbaar lichaam te worden geraadpleegd (artikel 217 Gemeentewet of artikel 41 FinBES).
Op 11 januari 2011 deed de rechtbank te Arnhem een uitspraak waaruit blijkt dat een naambordje doorgaans niet aan de vereisten voor de reclamebelasting voldoet. De bewuste gemeente hanteerde een ondergrens van 0,1 m2 voor een ‘reclame-uiting’. Het naambordje in kwestie was groter, maar de belettering op het naambordje was kleiner. De rechtbank vond dat het blanco gedeelte niet meetelde. De gemeente mocht geen reclamebelasting over het naambordje heffen.

## Reclamebelasting en de vrijheid van dienstenverkeer van de EG
De vraag is weleens gesteld of de heffing van een reclamebelasting in strijd is met het EG-recht. In het bijzonder werd afgevraagd of een door de Italiaanse gemeente Genua geheven belasting op buitenreclame in de openbare ruimte in strijd was met de uit het EG-verdrag voortvloeiende vrijheid van dienstenverkeer. Het Hof van Justitie van de Europese Gemeenschappen heeft dienaangaande geoordeeld dat, nu het ging om een heffing van belasting zonder onderscheid en deze heffing financieel gezien voorts van geringe betekenis was, geen sprake kon zijn van een belemmering van de vrijheid van dienstverlening. Zie HvJ EG van 17 februari 2005, nr. C-134/03 (Viacom).

## Noot
1. ↑  Uitspraak rechtbank Arnhem, 11-1-2011